# 天主教乌尔比诺-乌尔班尼亚-圣安吉洛瓦多总教区
天主教乌尔比诺-乌尔班尼亚-圣安吉洛瓦多总教区是罗马天主教在意大利中部马尔凯大区设立的一个总教区。1986年，历史悠久的乌尔比诺总教区与乌尔班尼亚-圣安吉洛瓦多教区合并。2000年，该总教区失去教省驻地的地位，成为天主教佩萨罗总教区的附属教区。
1563年，乌尔比诺总教区成为教省驻地，附属教区由卡利教区、古比奥教区、佩萨罗教区、福松布罗内教区等，后来又加入圣安吉洛瓦多教区、佩尔戈拉教区等。